# روب بويد
روب بويد هو متزحلق جبال الألب كندي، ولد في 15 فبراير 1966 في فيرنون في كندا.

## وصلات خارجية
- روب بويد على موقع الاتحاد الدولي للتزلج (التزلج على المنحدرات الثلجية) (الإنجليزية)
- روب بويد على موقع أوليمبيديا (الإنجليزية)
- روب بويد على موقع قاعة كولومبيا البريطانية للمشاهير الرياضية (الإنجليزية)